# 菅囊黑粉菌
菅囊黑粉菌（学名：Ustilago bursa）是属于黑粉菌目黑粉菌科黑粉菌属的一种真菌，寄生在大菅草上。该种分布于中国、印度。